# الشد
شهر الشد (به رومانیایی: Aleşd) در شهرستان بیهور در کشور رومانی واقع شده‌است. جمعیت این شهر ۱۰٬۸۵۲ نفر  است.

## نگارخانه

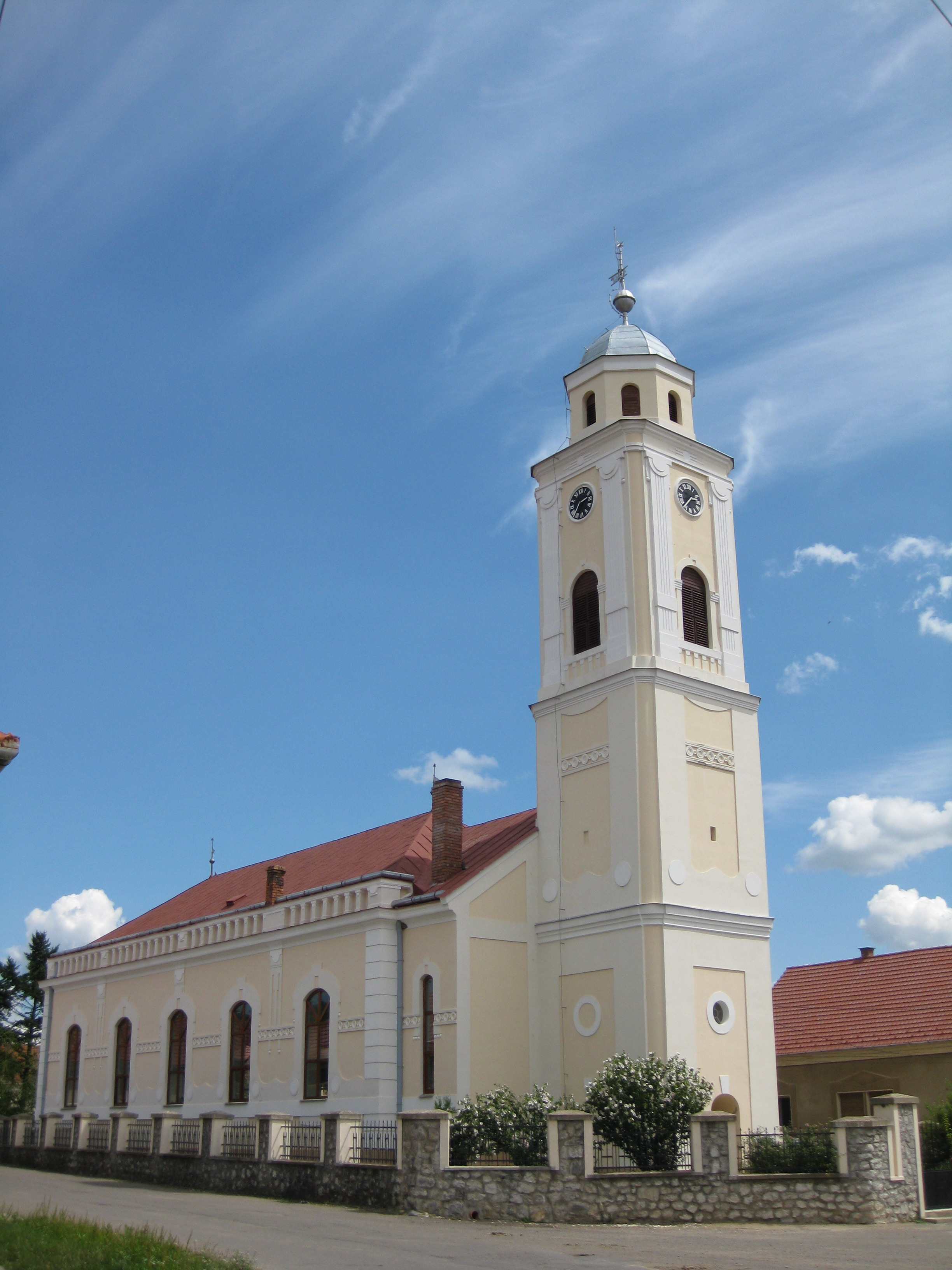
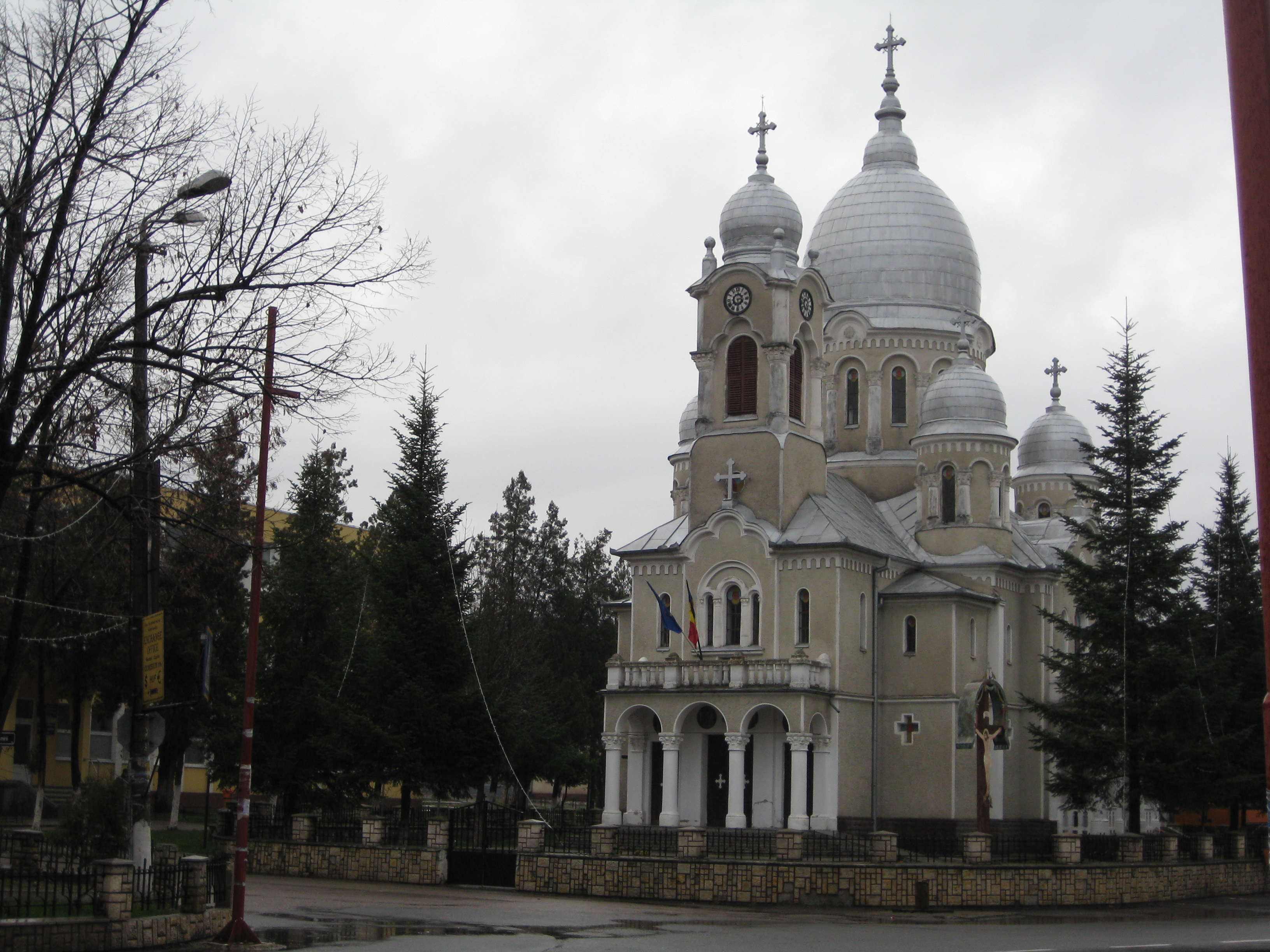
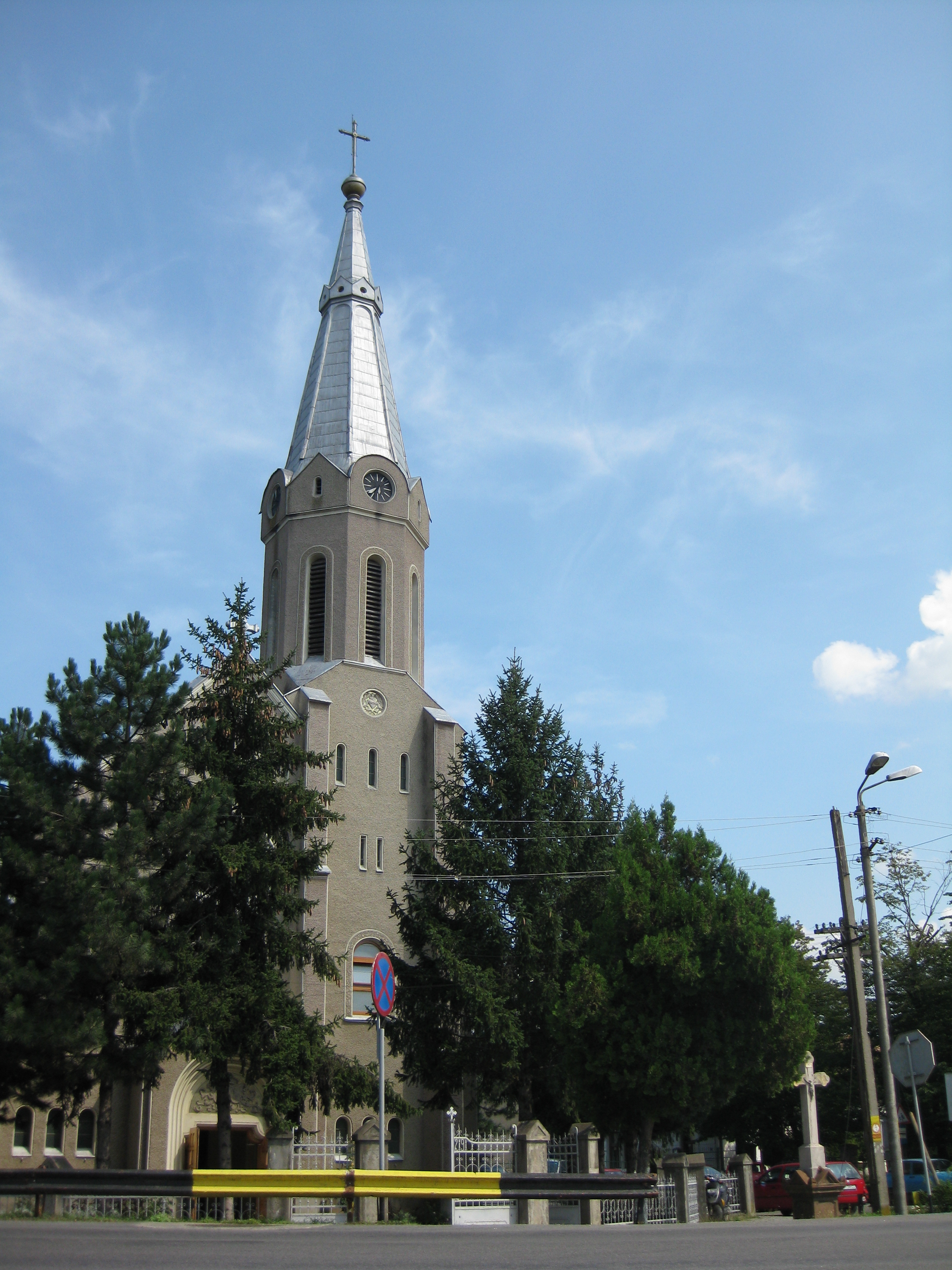
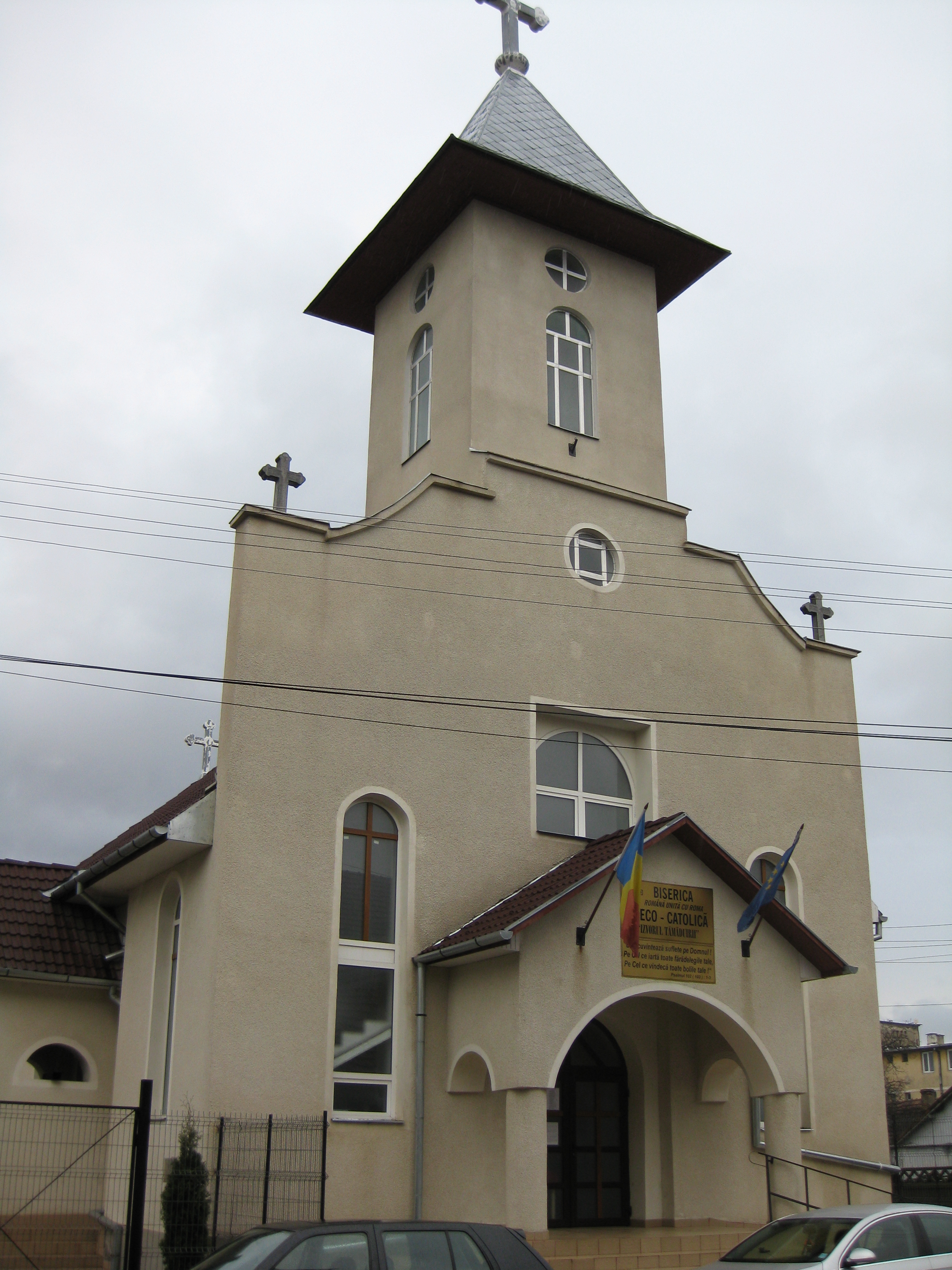
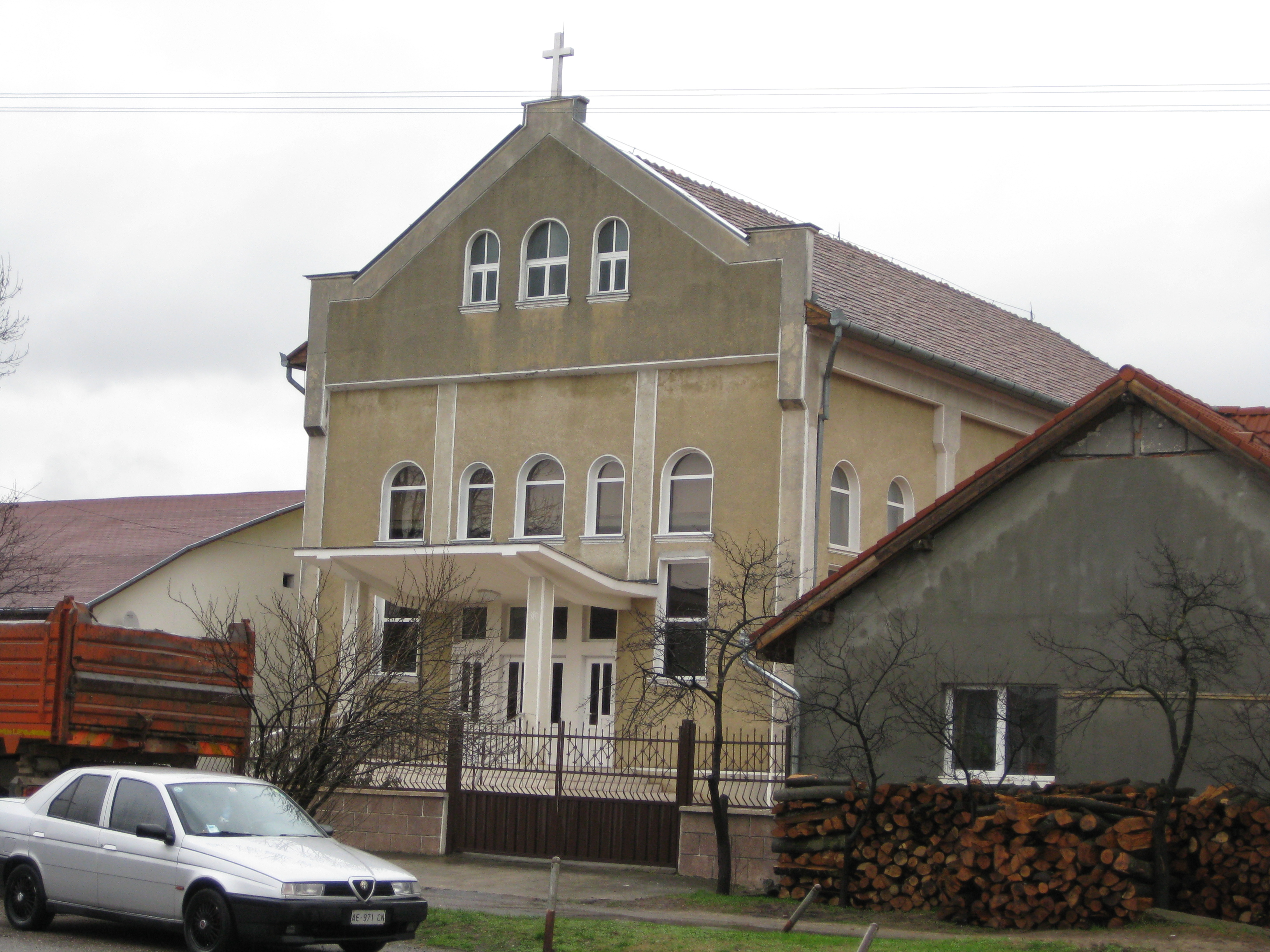
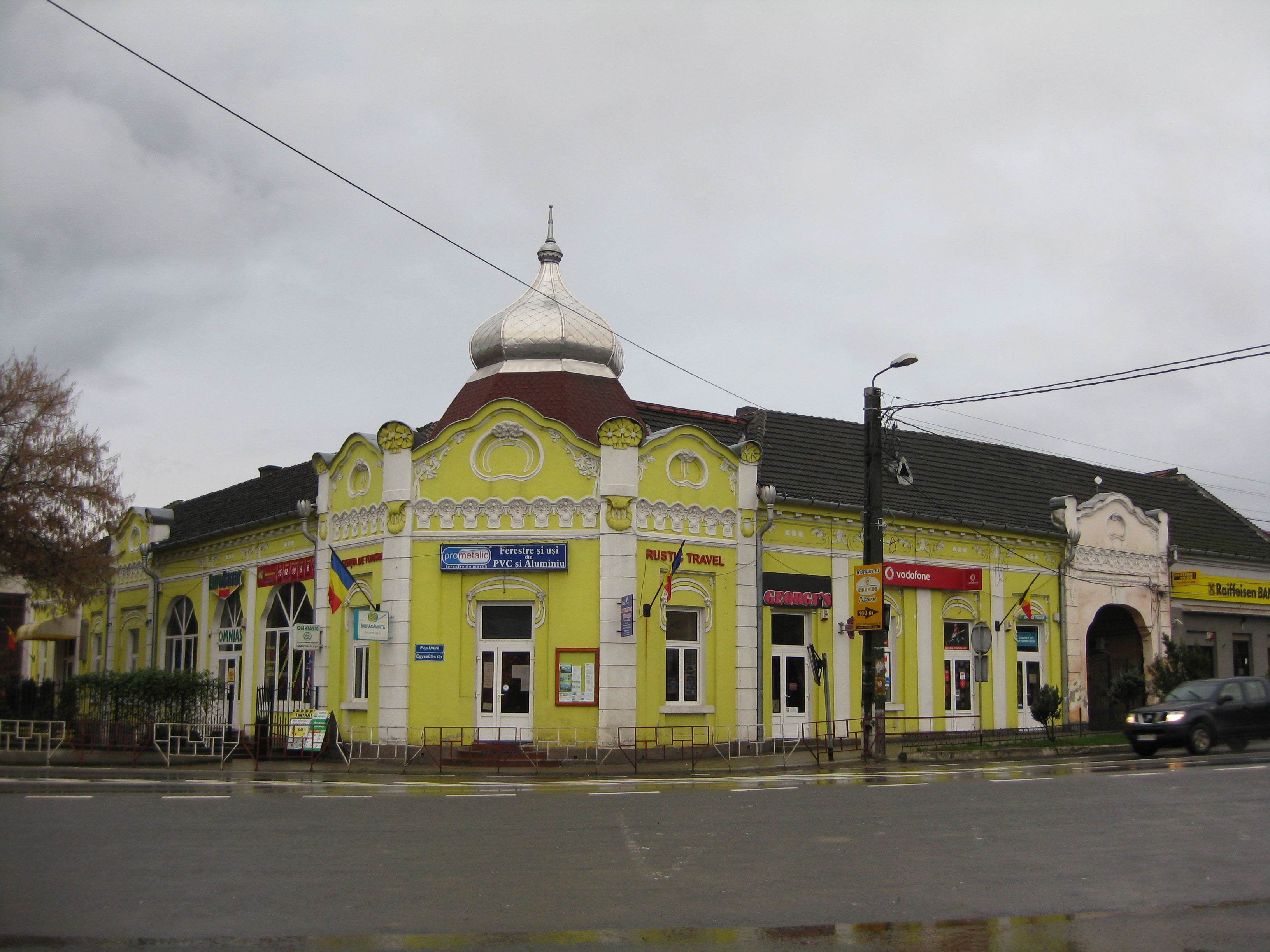
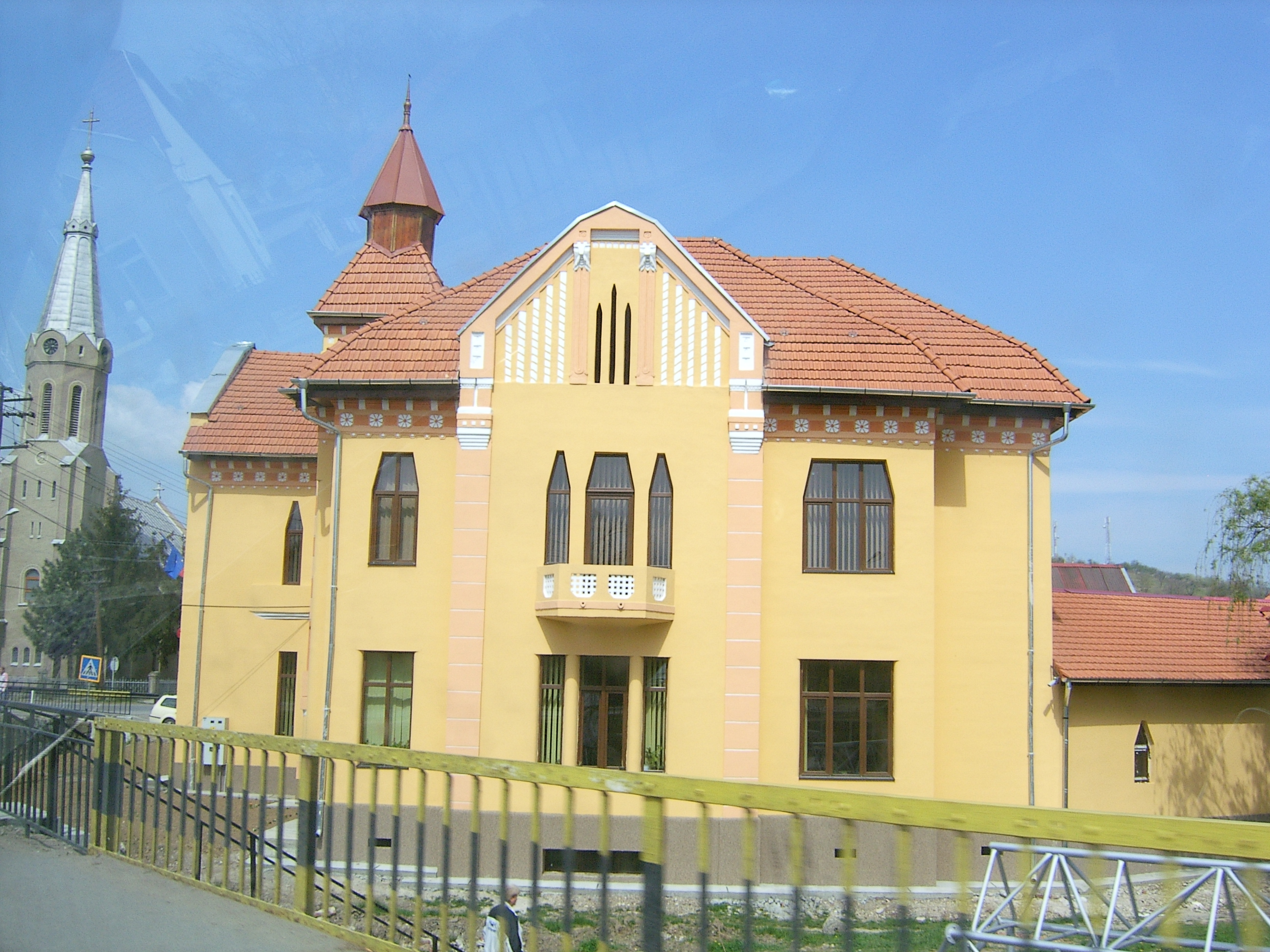
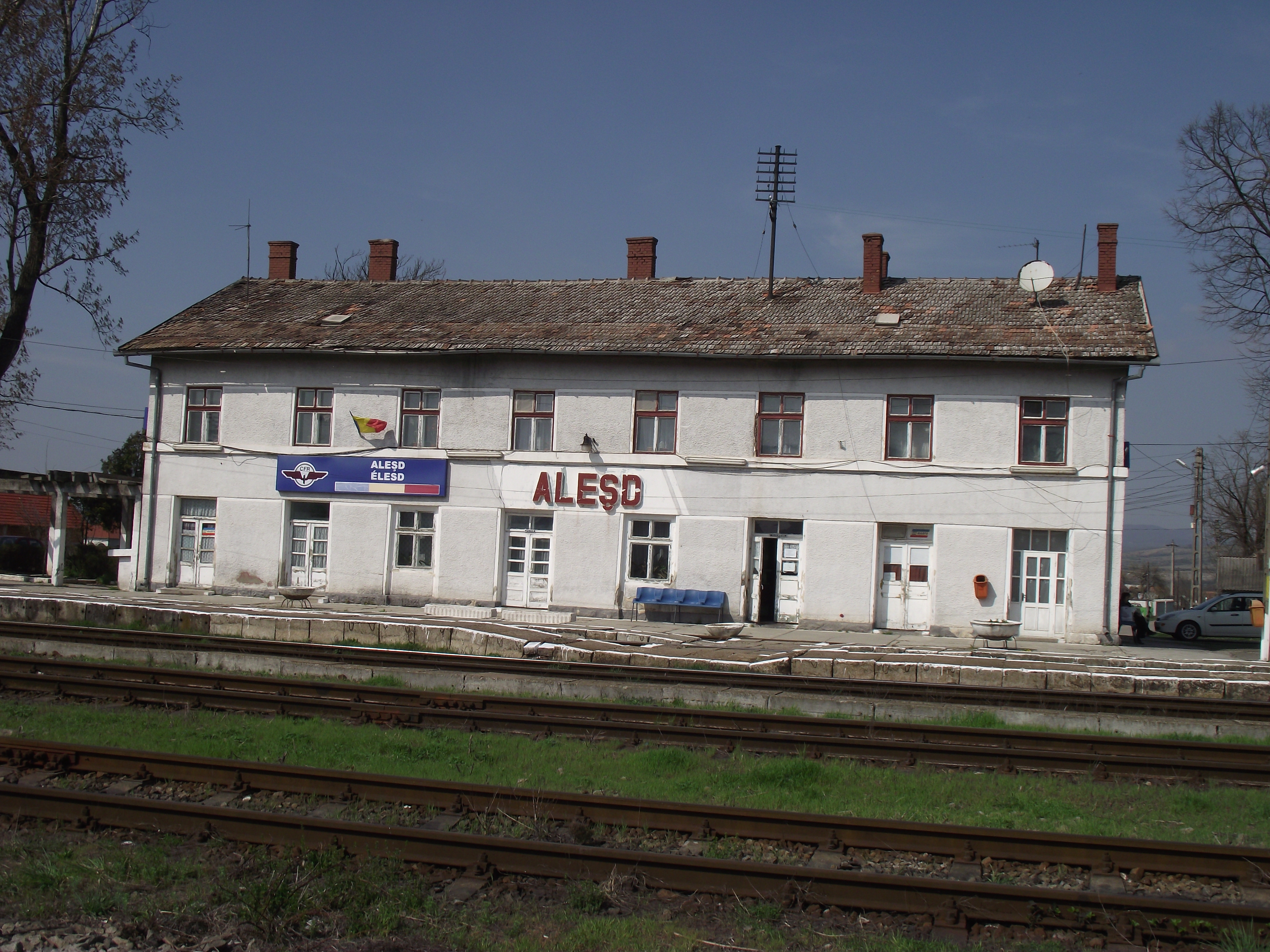